# Georg Wolfram
Georg Karl Wolfram (* 3. Dezember 1858 in Allstedt; † 14. März 1940 in Jena) war ein deutscher Archivar, Bibliothekar und Historiker.

## Leben
Wolfram studierte Geschichte und Germanistik an der Universität Jena und wurde 1878 Mitglied der Burschenschaft Teutonia Jena. 1880 ging er nach Straßburg, machte 1882 sein Doktorexamen und 1883 sein Staatsexamen. In Folge war er bis 1888 Mitarbeiter am Straßburger Urkundenbuch. 1888 heiratete er Käthe Harries aus Jena.
Er wurde 1888 Direktor des Stadtarchivs Metz. Von 1909 bis 1918 leitete er als Geheimer Regierungsrat die Universitäts- und Landesbibliothek in Straßburg und wechselte nach Ende des Ersten Weltkriegs nach Frankfurt am Main, wo er das „Wissenschaftliche Institut der Elsaß-Lothringer im Reich“ gründete. Er leitete von 1922 bis 1933 den Gesamtverein der Deutschen Geschichts- und Altertumsvereine. Er gründete die Gesellschaft für Lothringische Geschichte und Altertumskunde. Politisch war er deutschnational eingestellt.

## Schriften
- Kritische Bemerkungen zu den Urkunden des Arnulfklosters. In: Jahrbuch der Gesellschaft für lothringische Geschichte und Altertumskunde, Erster Jahrgang 1888–89, G. Scriba, Metz 1889, S. 40–80 (books.google.de).
- Die lothringische Frage auf dem Reichstage zu Nürnberg und dem Tage zu Speier. In: Jahr-Buch der Gesellschaft für lothringische Geschichte und Altertumskunde. Zweiter Jahrgang, G. Scriba, Metz 1890, S. 214–230 (books.google.de).
- Die Urkunden Ludwigs des Deutschen für das Glossindenkloster in Metz von 875 November 25. In:  Mittheilungen des Instituts für österreichische Geschichtsforschung. Band XI, Innsbruck 1890, S. 1–27 (books.google.de).
- Katalog der laufenden Zeitschriften der Kaiserlichen Universitäts- und Landesbibliothek. Trübner, Straßburg 1911.
- Elsaß-Lothringen und seine Zukunft. Brückmann, Berlin 1918.
- Die völkische Eigenart Elsaß-Lothringens. Finckh, Basel 1918.
- Kulturelle Wechselbeziehungen zwischen Elsaß und Baden. Freiburg 1926.
- Metz und Lothringen. Deutscher Kunstverlag, Berlin 1926.
- Entstehung der nationalen und politischen Grenzen im Westen. Englert & Schlosser, Frankfurt am Main 1926.
- Elsaß-Lothringischer Atlas. Landeskunde, Geschichte, Kultur und Wirtschaft Elsaß-Lothringens, dargestellt auf 45 Kartenblättern mit 115 Haupt- und Nebenkarten. Selbstverlag des Wissenschaftlichen Instituts der Elsaß-Lothringer im Reich, Frankfurt am Main 1931.
- Wissenschaft, Kunst und Literatur in Elsass-Lothringen 1871–1918. Institut der Elsaß-Lothringer im Reich an der Universität Frankfurt, Frankfurt am Main 1934.
- Ein feste Burg ist unser Gott. Die Entstehungszeit und der ursprüngliche Sinn des Lutherlieds. de Gruyter, Berlin/Leipzig 1936.
- Verfassung und Verwaltung von Elsaß-Lothringen 1871–1918. Verlag für Sozialpolitik, Wirtschaft und Statistik, Berlin 1936.